# Atira-Typ
Atira-Typ bezeichnet die Klasse von  Asteroiden, die sich vollständig innerhalb der Umlaufbahn der Erde bewegen. Sie werden auch engl. Inner Earth Objects (IEOs) genannt. Andere Bezeichnungen sind Apohele-Asteroiden oder engl. Interior-Earth Objects.

## Eigenschaften
Sie werden nur durch die Maximalgröße ihrer Umlaufbahn definiert, nicht durch ihre (zeitweise) Erdnähe, sind also nicht mit den erdnahen Asteroiden (engl. Near-Earth asteroids; NEAs) zu verwechseln. Asteroiden, die sich wie (594913) 'Ayló'chaxnim sogar vollständig innerhalb der Umlaufbahn der Venus bewegen, werden inoffiziell als Vatira-Asteroiden bezeichnet.
Das erste IEO wurde 1998 von David J. Tholen entdeckt (1998 DK36). Mit 2003 CP20 (offiziell registriert als (163693) Atira) erfolgte 2003 die erste genaue Beobachtung eines derartigen Asteroiden. Er bewegt sich zwischen den Bahnen von Erde und Merkur und hat einen Durchmesser von etwa zwei Kilometern. Bis zum 24. November 2020 wurden insgesamt 23 IEOs entdeckt. Modellrechnungen zeigen, dass es insgesamt mehr als 1000 sein dürften, die 100 Meter oder größer sind.
Da IEOs auf Grund ihrer Umlaufbahn überhaupt nur am Tageshimmel oder in der Dämmerung auszumachen sind, ist ihre Entdeckung und Beobachtung – besonders von der Erde aus – extrem schwierig. Forscher vom Deutschen Zentrum für Luft- und Raumfahrt planen den Bau eines Satelliten mit der Bezeichnung „AsteroidFinder“, der die Beobachtung außerhalb der Erdatmosphäre möglich machen soll.
2019 wurde vom Zwicky Transient Facility der Asteroid 2019 AQ3 entdeckt. Es wurde bei der Überprüfung der Flugbahn festgestellt, dass PAN-STARRS den Asteroiden schon 2015 auf Bildern hatte, aber durch seine Besonderheit nicht gemeldet wurde.